# Nathalie Zemon Davies
Natalie Zemon Davis (n. El 8 de novembre de 1928)
és una historiadora nord-americana, doctorada a la Universitat de Michigan (1959) i especialista en la història cultural i social de França i d'Europa en l'època moderna.

## Biografia
Nascuda a Detroit, Davis es va graduar del Cranbrook Kingswood School, per després seguir estudis al Smith College, i la Universitat de Michigan, d'on va obtenir el seu doctorat l'any 1959. Actualment és professora emèrita d'història a la Universitat de Princeton i professora adjunta a la Universitat de Toronto, on havia ensenyat prèviament. Així mateix, ha ensenyat a diverses universitats al món, com ara la Universitat de York, l'École des Hautes Études en Sciences Socials, la Universitat Yale, la Universitat de Berkeley i la Universitat d'Oxford.
El 2010 li va ser concedit el Premi Holberg.

## Camp d'estudi
Els seus principals interessos se centren en la història social i cultural, especialment en temes prèviament ignorats pels historiadors. Davis ha fet ús de nombroses fonts, com ara registres judicials, obres, pamflets, protocols notarials, censos tributaris, llibres i documents d'assistència social. És una de les precursores a l'hora de fer una història interdisciplinària, combinant la història amb disciplines com ara l'Antropologia, la Història de l'art, Etnografia i Teoria Literària.
Ha estat assessora tècnica de la pel·lícula francesa de 1982, Le Retour de Martin Guerre (El retorn de Martin Guerre). El 1983, va escriure un llibre amb el mateix nom amb la seva interpretació de la història de Martin Guerre.
Davis creu que l'ús de la ficció podria explicar el passat millor que la tradicional dependència a fets veritables. Per aquesta raó, Davis sent que les pel·lícules tenen l'habilitat de comptar diferents versions de la mateixa història i de presentar múltiples punts de vista per explicar potencialment la història millor que els mètodes tradicionals d'història.

## Articles i llibres
- Society and Culture in Early Modern France: Eight Essays, Stanford, California: Stanford University Press, 1975 (trad. cast. de Jordi Beltrán, Sociedad y cultura en la Francia moderna, Crítica, 1993).
- ""Women's History" in Transition: the European Case" pages 83–103 from Volume 3, Issue 3, Feminist Studies, 1975.
- "Ghosts, Kin, and Progeny: Some Features of Family Life in Early Modern France" pages 87–114 from Daedalus, Volume 106, Issue #2, 1977.
- "Gender and Genre: Women as Historical Writers, 1400-1820" pages 123-144 from University of Ottawa Quarterly, Volume 50, Issue #1, 1980.
- "Anthropology and History in the 1980s: the Possibilities of the Past"pages 267-275 from Journal of Interdisciplinary History, Volume 12, Issue #2, 1981.
- "The Sacred and the Body Social in Sixteenth-century Lyon", pages 40–70 from Past and Present, Volume 90, 1981.
- "Women in the Crafts in Sixteenth-century Lyon" pagers 47-80, Volume 8, Issue 1, from Feminist Studies, 1982.
- "Beyond the Market: Books as Gifts in Sixteenth-century France" pages 69–88 from Transactions of the Royal Historical Society Volume 33, 1983.
- The Return of Martin Guerre, Cambridge, MA: Harvard University Press, 1983 (trad. cast. de Helena Rotés, El regreso de Martin Guerre, Akal, 2013).
- Frauen und Gesellschaft am Beginn der Neuzeit, Berlín: Wagenbach, 1986.
- "`Any Resemblance to Persons Living or Dead': Film and the Challenge of Authenticity" pages 457-482 from The Yale Review, Volume 76, Issue #4, 1987.
- Fiction in the Archives: Pardon Tales and their Tellers in Sixteenth Century France, Stanford, California: Stanford University Press, 1987.
- "Fame and Secrecy: Leon Modena's Life as an Early Modern Autobiography" pages 103-118 from History and Theory, Volume 27, Issue #4, 1988.
- "History's Two Bodies" pages 1–13 from the American Historical Review, Volume 93, Issue #1, 1988.
- "On the Lame" pages 572-603 from American Historical Review, Volume 93, Issue #3, 1988.
- "Rabelais among the Censors (1940s, 1540s)" pages 1–32 from Representations, Volume 32, Issue #1, 1990.
- "The Shapes of Social History" pages 28–32 from Storia della Storiographia Volume 17, Issue #1, 1990.
- "Gender in the academy: women and learning from Plato to Princeton: an exhibition celebrating the 20th anniversary of undergraduate coeducation at Princeton University" / organized by Natalie Zemon Davis ... [et al.], Princeton: Princeton University Library, 1990
- "Women and the World of Annales" pages 121-137 from Volume 33, History Workshop Journal, 1992.
- Renaissance and Enlightenment Paradoxes, co-edited with A. Farge, Cambridge, MA: Belknap Press, 1993.
- Women on the Margins: Three Seventeenth-century Lives, Cambridge, MA: Harvard University Press, 1995 (trad. cast. de Carmen Martínez Gimeno, Mujeres de los márgenes: tres vidas del siglo XVII, Cátedra, 2001).
- A Life of Learning: Charles Homer Haskins Lecture for 1997, New York: American Council of Learned Societeis, 1997.
- Remaking Imposters: From Martin Guerre to Sommersbuy, Egham, Surrey, UK: Royal Holloway Publications Unit, 1997.
- "Beyond Evolution: Comparative History and its Goals" pages 149-158 from Swiat Historii edited by W. Wrzoska, Poznan: Instytut Historii, 1998.
- The Gift in Sixteenth-Century France, University of Wisconsin Press 2000.
- Slaves on Screen: Film and Historical Vision, Cambridge, MA: Harvard University Press, 2002 (tras. cast. de Saioa Sáez Dominguez, Esclavos en pantalla: cine y visión histórica, Libros corrientes, 2020).
- Passion for History: Conversations with Denis Crouzet, Truman State University, 2010) (Pasión por la historia: entrevistas con Denis Crouzet, Universidad de Valencia, 2006).
- Trickster Travels New York: Hill & Wang, 2006 (León el africano: un viajero entre dos mundos, Universidad de Valencia, 2009).
- (junto a E.P. Thompson) La formación histórica de la cacerolada: charivari y rough music. Correspondencia y textos afines, 1970-1972, Libros Corrientes, 2018.